# Субпортела
Субпортела (порт. Subportela) — район (фрегезия) в Португалии, входит в округ Виана-ду-Каштелу. Является составной частью муниципалитета Виана-ду-Каштелу. По старому административному делению входил в провинцию Минью. Входит в экономико-статистический субрегион Минью-Лима, который входит в Северный регион. Население составляет 1337 человек на 2001 год. Занимает площадь 5,25 км².
Покровителем района считается Апостол Пётр (порт. São Pedro).